# سيفو ميكونن
سيفو ميكونن (مواليد 1953) هو ملاكم إثيوبي، مثّل بلاده في الألعاب الأولمبية الصيفية 1972.

## روابط خارجية
- سيفو ميكونن على موقع أوليمبيديا (الإنجليزية)